# Чивитела Казанова
Чивитела Казанова (итал. Civitella Casanova) је насеље у Италији у округу Пескара, региону Абруцо.
Према процени из 2011. у насељу је живело 456 становника. Насеље се налази на надморској висини од 420 м.

## Становништво
Према резултатима пописа становништва 2011. у општини је живело 1.875 становника.
| 1931. | 1936. | 1951. | 1961. | 1971. | 1981. | 1991. | 2001. | 2011. |
| ----- | ----- | ----- | ----- | ----- | ----- | ----- | ----- | ----- |
| 3.917 | 4.137 | 4.323 | 3.567 | 2.627 | 2.331 | 2.156 | 2.057 | 1.875 |